# My All
My All – piosenka napisana przez Marię Carey i Waltera Afanasieffa na siódmy album Carey Butterfly. Jest ona trzynastym singlem piosenkarki, który zdobył pierwsze miejsce na Billboard Hot 100. Utrzymana jest w rytmie latynoskim przez pierwsze kilka wersów, a następnie przechodzi we współczesne R&B.

## Listy przebojów
Nawet jeżeli „My All” był piątym singlem z Butterfly, był to trzeci oficjalnie wydany i drugi wydany komercyjnie singel w Stanach Zjednoczonych. Na całym świecie wydano go w kwietniu 1998. W USA wydano go jako podwójny a-side z „Breakdown” (trzeci singel z albumu, radiowy w USA). W czerwcu 1998, remix maxi single zatytułowany „My All/Stay Awhile” został wydany. „My All” stał się trzynastym singlem Carey, który zdobył pierwsze miejsce na Billboard Hot 100, i dzięki temu stała się jedyną artystką z taką liczbą numerów 1 (wcześniej dzieliła tytuł z Dianą Ross & the Supremes). Zadebiutował na drugim miejscu (drugi taki singel po „Always Be My Baby” z 1996), a dwa tygodnie później znalazł się na pierwszym miejscu. Pozostał na nim przez tydzień i był to wtedy jedyny taki singel w dyskografii Carey.
„My All” kontynuował trend dotyczący singli Carey, który rozpoczął się od „Honey” (1997). „Duża sprzedaż, mała radiowa promocja” – ta zasada działała przeciwko temu, aby single znalazły się na wysokich notach, ponieważ reguły Billboard bardziej koncentrowały się na radiu niż na sprzedaży. Przez dwanaście tygodni był w pierwszej dwudziestce, a ogólnie 20 tygodni. Otrzymał status Platynowej Płyty od RIAA i znalazł się na 16 miejscu Hot 100 na koniec 1998 roku. Singel osiągnął przeciętny sukces poza USA, osiągając miejsce w pierwszej dziesiątce w Wielkiej Brytanii, Brazylii, Francji Szwajcarii oraz miejsce w pierwszej dwudziestce w wielu innych krajach.

## Remixografia
My All jest jednym z najczęściej remiksowanych singli Mariah. W samych Stanach wydano dwa maxi-single. Pracę nad produkcją remixów powierzono Jermaine Dupri i Davidowi Morales’owi. JD stworzył wersje w stylu R&B i wydano je pod szyldem „So So Def”. Remix jest zbudowany na samplu piosenki zespołu Loose Ends Stay a Little While, Child. Mariah nagrała nowy wokal, który składa się z tekstów dwóch piosenek. Remixami tanecznymi zajął się David Morales. Wersje Moralesa są znane jako Classic, na który nie pojawiły się nowe wokale, choć poddano je różnym zabiegom. Remiks był wielkim hitem w USA.
My All
1. Album Version – 3:51
2. Full Crew Main Mix – 4:37
3. Full Crew Main Mix Instrumental – 4:37
4. Full Crew Main Mix Without Rap – 4:37
5. Full Crew Radio Mix – 3:55
6. Morales Classic Club Mix – 9:11
7. Morales Classic Radio Mix – 4:20
8. Morales „Def” Club Mix – 7:15
9. Morales „My” Club Mix – 7:08

Produkcja i aranżacja: Mariah Carey i Walter Afanasieff
Muzyka: Mariah Carey, Walter Afanasieff
Słowa: Mariah Carey
2,3,4,5 Remix: Wanye Lawes
6,7,8,9 Remix: David Morales
My All/Stay Awhile
1. So So Def Remix – 4:44
2. So So Def Remix No LTPG – 3:48
3. So So Def Remix Instrumental – 4:42
4. So So Def Remix A Cappella – 4:44
5. So So Def Remix Without Rap – 3:43

Remix: Jermaine Dupri
Koordynator produkcji: Carl-So-Lowe
Muzyka: Mariah Carey, Walter Afanasieff, Carl McIntosh, Jane Eugene, Steven Nichols
Słowa: Mariah Carey, Carl McIntosh, Jane Eugene, Steven Nichols
Rap: Jermaine Dupri, Lord Tariq, Peter Gunz
W utworze znalazły się sample piosenki „Stay a Little While Child” autorstwa Carl McIntosh, Jane Eugene i Steven Nichols.

## Lista utworów
US Maxi-CD
1. „My All” [Album Version] – 3:51
2. „My All” [Classic Club Mix] – 9:06
3. „Breakdown” [The Mo Thugs Remix] – 4:58
4. „The Roof (Back in Time)” [Mobb Deep Mix] – 5:29
5. „Fly Away (Butterfly Reprise)” [Fly Away Club Mix] – 9:50

US Vinyl, 12"
1. „My All/Stay Awhile” [So So Def Remix] – 4:43
2. „My All/Stay Awhile” [So So Def Remix Without Rap] – 3:45
3. „The Roof” [Morales Funky Club Mix] – 8:28
4. „My All” [Morales „My” Club Mix] – 7:08
5. „My All” [Morales „Def” Club Mix] – 7:16

Europe Single
1. „My All” [Album Version] – 3:52
2. „The Roof” [Album Version] – 5:14
3. „My All” [Morales Classic Club Radio Mix] – 4:17

Europe Maxi-CD
1. „My All” [Album Version] – 3:51
2. „My All” [Morales Classic Radio Mix] – 4:21
3. „My All” [Morales Classic Club Mix] – 9:06
4. „My All” [Full Crew Main Mix] – 4:40
5. „My All” [Full Crew Radio Mix] – 3:57

Australia Maxi-CD
1. „My All” [Album Version] – 3:51
2. „My All” [Morales Classic Radio Mix] – 4:21
3. „My All” [Morales Classic Club Mix] – 9:11
4. „My All” [Morales „My” Club Mix] – 7:08

Mexico Maxi-CD
1. „Mi Todo” [Versión Por Una Noche Más] – 3:23
2. „Mi Todo” [Versión Mi Fiesta] – 4:27
3. „Mi Todo” [Por Una Noche Más En Los Clubs] – 7:00
4. „Mi Todo” [Por Una Noche Más Instrumental] – 3:26
5. „Mi Todo” [Original Version] – 3:49

## Pozycje na listach przebojów

### Listy cotygodniowe
| Lista (1998)                           | Najwyższa pozycja |
| -------------------------------------- | ----------------- |
| Australian ARIA Singles Chart          | 39                |
| Austrian Singles Chart                 | 31                |
| Belgian (Flemish) Singles Chart        | 39                |
| Belgian (Wallon) Singles Chart         | 9                 |
| Canadian Singles Chart                 | 12                |
| Dutch Singles Chart                    | 32                |
| European Hot 100                       | 9                 |
| French Singles Chart                   | 6                 |
| German Singles Chart                   | 30                |
| Irish Singles Chart                    | 21                |
| New Zealand RIANZ Singles Chart        | 21                |
| Norwegian Singles Chart                | 15                |
| Spanish Singles Chart                  | 9                 |
| Swedish Singles Chart                  | 14                |
| Swiss Singles Chart                    | 7                 |
| UK Singles Chart                       | 4                 |
| U.S. Billboard Hot 100                 | 1                 |
| U.S. Billboard Hot 100 Airplay         | 15                |
| U.S. Billboard Hot 100 Singles Sales   | 1                 |
| U.S. Billboard Hot R&B/Hip-Hop Songs   | 41                |
| U.S. Billboard Hot R&B/Hip-Hop Airplay | 16                |
| U.S. Billboard Hot Dance Club Play     | 5                 |
| U.S. Billboard Adult Contemporary      | 18                |
| U.S. Billboard Top 40 Mainstream       | 18                |
| U.S. Billboard Rhythmic Top 40         | 8                 |

1 „My All”/„Breakdown”.

### Listy coroczne
| Kraj              | Pozycja | Tygodnie na liście |
| ----------------- | ------- | ------------------ |
| Francja           | 35      | 24                 |
| Szwecja           | 78      | 18                 |
| Szwajcaria        | 41      | 21                 |
| Stany Zjednoczone | 17      | 20                 |

### Certyfikaty
| Kraj              | Certyfikat | Sprzedaż  |
| ----------------- | ---------- | --------- |
| Francja           | Srebro     | 125 000   |
| Stany Zjednoczone | Platyna    | 1 000 000 |